# Lagidium
Lagidium is een geslacht van zoogdieren uit de familie van de Chinchillidae (Wolmuizen). De wetenschappelijke naam van het geslacht werd in 1833 gepubliceerd door Franz Meyen.

## Soorten
Er worden 5 soorten in dit geslacht geplaatst:
- Lagidium ahuacaense Ledesma, Werner, Spotorno, & Albuja, 2009
- Lagidium moreni O. Thomas, 1897
- Lagidium peruanum Meyen, 1833 – Peruviaanse haasmuis
- Lagidium viscacia (Meyen, 1833) – Cuvierhaasmuis
- Lagidium wolffsohni (Thomas, 1907) – Zuidelijke haasmuis